# Baileti
Baileti (en georgiano: ბაილეთი) es un pueblo de Georgia ubicado en el centro de la región de Guria, siendo parte del municipio de Ozurgueti. 

## Toponimia
El pueblo se conocía como Gamoghma Baileti (en georgiano: გამოღმა ბაილეთი) y después como Ganajleba (en georgiano: განახლება) entre 1939 y 1979.

## Geografía
Baileti está ubicado en el brazo norte de la cordillera de Nasakirali, en el lado izquierdo del río Supsa, 9 km al norte de Ozurgueti.

## Historia
A finales de la época feudal, Gamoghma Baileti era dominio de la familia Nakashidze.
En los años 50 se puso en funcionamiento en el pueblo una pequeña central eléctrica y una fábrica de té, y en 1979 se recuperó el antiguo nombre. Entre 1958 y 1960, se instaló una tubería de agua en el pueblo, se electrificó el pueblo y se construyó una biblioteca.

## Demografía
La evolución demográfica de Baileti entre 1893 y 2014 fue la siguiente:
| 1374                                            | 954 | 626 | 274 |
| (Fuente: Population of Georgia in Soviet times) |     |     |     |

Según el censo de 2014, los georgianos constituían el 100% de la población.

## Infraestructura

### Educación
Hay una escuela pública en el pueblo.

### Transporte
El pueblo está conectado con Ozurgueti por una carretera. 